# In a Room
In a Room is een nummer van de britpopband Dodgy uit 1996. Het is de eerste single van hun derde studioalbum Free Peace Sweet.
Dodgy kon in de jaren '90 meeliften op het succes van de britpop, wat ze met dit nummer ook bewezen. "In a Room" bereikte de 12e positie in het Verenigd Koninkrijk, waarmee het hun grootste hit werd tot dan toe. Opvolger Good Enough werd een grotere hit.